# Новосёлово (Партизанский район)
Новосёлово — деревня в Партизанском районе Красноярского края. Входит в состав Стойбинского сельсовета.

## География
Деревня находится на расстоянии примерно 10 км (по прямой) к востоку от села Партизанское, административного центра района.

### Климат
Климат умеренно-холодный, континентальный. Вегетационный период продолжается в среднем 135–148 дней, а безморозный — в среднем 96 дней, с колебаниями в отдельные годы от 105 до 79 дней. Устойчивый снежный покров лежит более 5 месяцев (в среднем с первой декады ноября до конца апреля). Средняя высота снежного покрова под пологом составляет 56 см, на открытых участках – 19 см. Среднегодовое количество осадков 375 мм. Средняя температура воздуха за год —0,9 °С.

## Население
| 2010 |
| ---- |
| 39   |

### Национальный состав
Согласно результатам переписи 2002 года, в национальной структуре населения русские составляли 73 % из 69 чел.